# えりも町
えりも町（えりもちょう）は、北海道南部、日高振興局管内にある町。1町で幌泉郡をなしている。北海道主部における最南端である襟裳岬がある。
町名の由来は、アイヌ語で「エンルム」（岬の意）。
林野庁が1953年（昭和28年）以降、襟裳岬の治山事業を開始した。2001年（平成13年）に緑化の取り組みがNHK総合「プロジェクトX〜挑戦者たち〜」で放送された。

## 地理

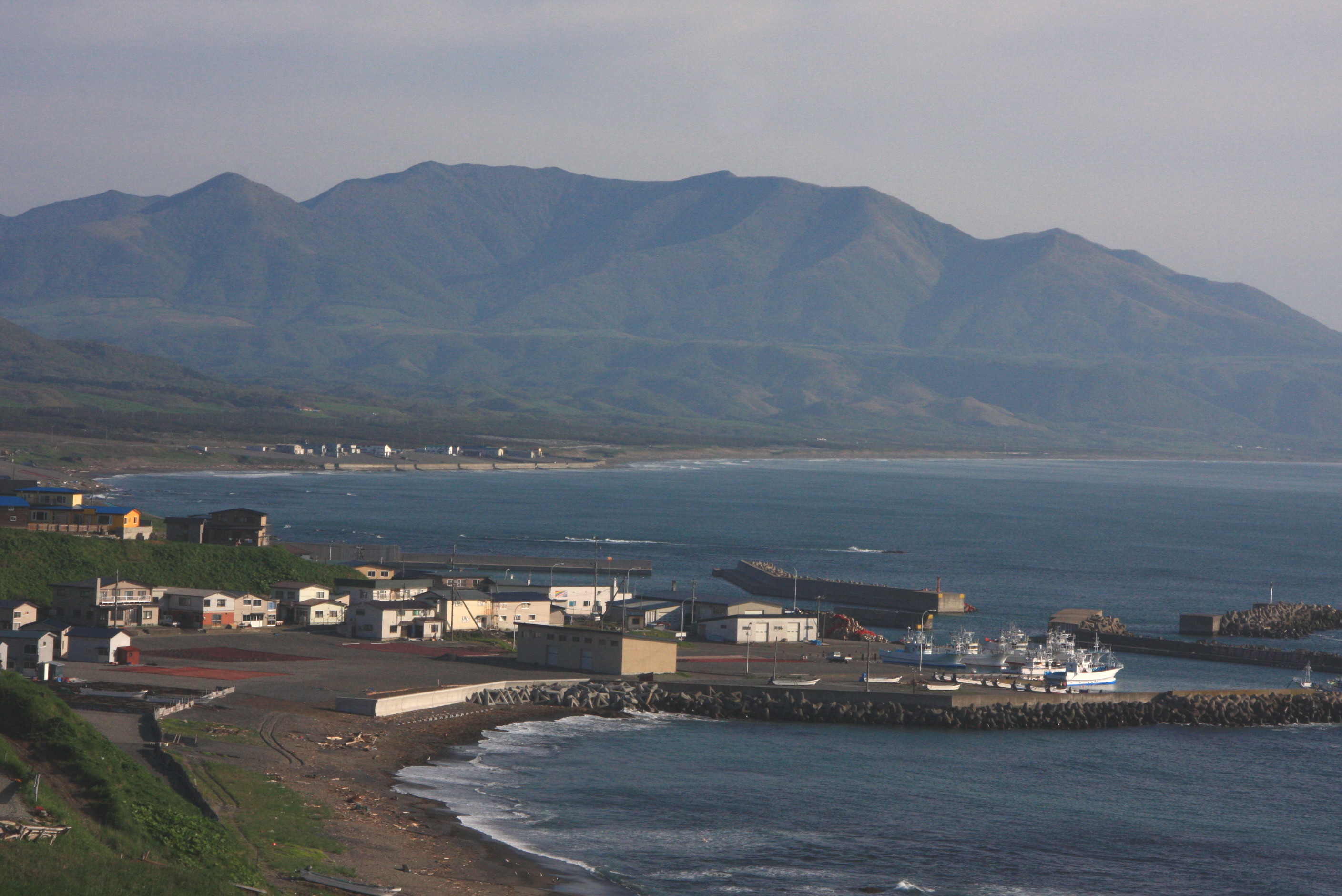
襟裳岬から望むえりも岬集落と豊似岳

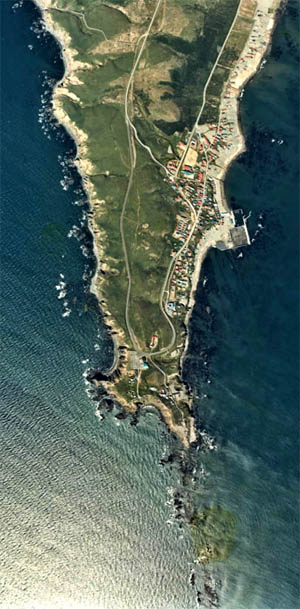
襟裳岬（1977年）。

北海道南部、日高山脈の南端に位置する町。南端部には襟裳岬がある。町の海岸線は約53.8kmに及ぶ。日高山脈周辺、豊似湖周辺、襟裳岬とその周辺から広尾町まで続く沿岸域は日高山脈襟裳十勝国立公園に指定されている。
- 山：豊似岳 (1,105 m)、観音岳 (932 m)、オキシマップ山 (895 m)、ルチシ山 (754 m)、三枚岳 (1012 m)、二枚岳 (970 m)、一枚岳 (787 m)
- 河川：猿留川、歌別川（以上二級河川）、ニカンベツ川、アベヤキ川、南武家川、幌泉川、コロップ川、上歌別川、下歌別川、キスケ川、在田川、アアツ川、シトマン川、ガロウ川、牧場の川、咲梅川、丹根内川、登川、チャツナイ川、オニトップ川、ビタタヌンケ川
- 湖沼：豊似湖、悲恋沼
- 岬：襟裳岬
- その他：百人浜

### 気候
春と夏は濃霧（海霧）が発生しやすいため、8月（最暖月）の平均最高気温が19.9°Cと、富士山頂を除く日本全国の気象官署・アメダスでは釧路町知方学と並び最も低い。さらに、観測史上最高気温ですら28.5°C（2023年8月27日）と、真夏日はおろか夏日の観測すら稀であり、北海道の中でも特に夏の気温が低い地域のひとつである。一方で、冬は北海道にしては珍しく-10°C以下の気温を一度も観測しない年が多々あることから、北海道の中でも年較差の小さい地域である。このように夏は冷涼で、冬は比較的温和であるため、ケッペンの気候区分では西岸海洋性気候 (Cfb) に属す。また、非常に風の強い地域で、最も風の強い襟裳岬では、風速10 m/s以上の日が平均で年間269.0日ある。
| えりも町えりも岬（えりも岬地域気象観測所）の気候             | えりも町えりも岬（えりも岬地域気象観測所）の気候 | えりも町えりも岬（えりも岬地域気象観測所）の気候 | えりも町えりも岬（えりも岬地域気象観測所）の気候 | えりも町えりも岬（えりも岬地域気象観測所）の気候 | えりも町えりも岬（えりも岬地域気象観測所）の気候 | えりも町えりも岬（えりも岬地域気象観測所）の気候 | えりも町えりも岬（えりも岬地域気象観測所）の気候 | えりも町えりも岬（えりも岬地域気象観測所）の気候 | えりも町えりも岬（えりも岬地域気象観測所）の気候 | えりも町えりも岬（えりも岬地域気象観測所）の気候 | えりも町えりも岬（えりも岬地域気象観測所）の気候 | えりも町えりも岬（えりも岬地域気象観測所）の気候 | えりも町えりも岬（えりも岬地域気象観測所）の気候 |
| 月                                                           | 1月                                              | 2月                                              | 3月                                              | 4月                                              | 5月                                              | 6月                                              | 7月                                              | 8月                                              | 9月                                              | 10月                                             | 11月                                             | 12月                                             | 年                                               |
| ------------------------------------------------------------ | ------------------------------------------------ | ------------------------------------------------ | ------------------------------------------------ | ------------------------------------------------ | ------------------------------------------------ | ------------------------------------------------ | ------------------------------------------------ | ------------------------------------------------ | ------------------------------------------------ | ------------------------------------------------ | ------------------------------------------------ | ------------------------------------------------ | ------------------------------------------------ |
| 最高気温記録 °C （°F）                                       | 10.1 (50.2)                                      | 8.1 (46.6)                                       | 11.8 (53.2)                                      | 17.3 (63.1)                                      | 19.3 (66.7)                                      | 22.8 (73)                                        | 25.9 (78.6)                                      | 28.5 (83.3)                                      | 26.2 (79.2)                                      | 23.3 (73.9)                                      | 18.2 (64.8)                                      | 13.6 (56.5)                                      | 28.5 (83.3)                                      |
| 平均最高気温 °C （°F）                                       | 0.2 (32.4)                                       | −0.2 (31.6)                                      | 2.2 (36)                                         | 6.1 (43)                                         | 10.1 (50.2)                                      | 13.6 (56.5)                                      | 17.5 (63.5)                                      | 19.9 (67.8)                                      | 19.0 (66.2)                                      | 14.7 (58.5)                                      | 9.3 (48.7)                                       | 3.3 (37.9)                                       | 9.7 (49.5)                                       |
| 日平均気温 °C （°F）                                         | −1.8 (28.8)                                      | −2.2 (28)                                        | 0.1 (32.2)                                       | 3.4 (38.1)                                       | 7.2 (45)                                         | 11.1 (52)                                        | 15.2 (59.4)                                      | 17.7 (63.9)                                      | 16.9 (62.4)                                      | 12.5 (54.5)                                      | 6.8 (44.2)                                       | 1.0 (33.8)                                       | 7.4 (45.3)                                       |
| 平均最低気温 °C （°F）                                       | −4.0 (24.8)                                      | −4.3 (24.3)                                      | −1.9 (28.6)                                      | 1.3 (34.3)                                       | 5.0 (41)                                         | 9.0 (48.2)                                       | 13.4 (56.1)                                      | 15.8 (60.4)                                      | 14.9 (58.8)                                      | 10.2 (50.4)                                      | 4.2 (39.6)                                       | −1.3 (29.7)                                      | 5.3 (41.5)                                       |
| 最低気温記録 °C （°F）                                       | −11.7 (10.9)                                     | −12.1 (10.2)                                     | −10.2 (13.6)                                     | −4.8 (23.4)                                      | −0.5 (31.1)                                      | 3.4 (38.1)                                       | 6.0 (42.8)                                       | 10.5 (50.9)                                      | 7.6 (45.7)                                       | 2.3 (36.1)                                       | −5.1 (22.8)                                      | −11.0 (12.2)                                     | −12.1 (10.2)                                     |
| 降水量 mm （inch）                                           | 24.3 (0.957)                                     | 16.6 (0.654)                                     | 35.9 (1.413)                                     | 67.8 (2.669)                                     | 99.5 (3.917)                                     | 85.9 (3.382)                                     | 128.8 (5.071)                                    | 129.2 (5.087)                                    | 137.8 (5.425)                                    | 117.0 (4.606)                                    | 85.6 (3.37)                                      | 48.7 (1.917)                                     | 987.1 (38.862)                                   |
| 平均降水日数 （≥1.0 mm）                                     | 5.8                                              | 5.0                                              | 6.7                                              | 8.4                                              | 10.0                                             | 8.3                                              | 10.6                                             | 10.4                                             | 10.2                                             | 11.0                                             | 12.2                                             | 9.0                                              | 107.5                                            |
| 平均月間日照時間                                             | 159.5                                            | 175.9                                            | 208.1                                            | 196.9                                            | 183.6                                            | 139.3                                            | 123.0                                            | 127.8                                            | 161.4                                            | 179.6                                            | 135.2                                            | 135.1                                            | 1,926.2                                          |
| 出典：気象庁（平均値：1991年 - 2020年、極値：1978年 - 現在） |                                                  |                                                  |                                                  |                                                  |                                                  |                                                  |                                                  |                                                  |                                                  |                                                  |                                                  |                                                  |                                                  |

### 隣接している自治体
- 日高振興局
  - 様似郡：様似町
- 十勝総合振興局
  - 広尾郡：広尾町

## 沿革
- 1669年（寛文9年）：松前藩の藩士、蛎崎蔵人が商場を置く。その後昆布の漁場として栄える。
- 1880年（明治13年）：戸長役場が設置される。
- 1889年（明治22年）：襟裳岬灯台が点灯。
- 1906年（明治39年）：戸長役場を廃止し、二級町村制が施行され、幌泉村（ほろいずみむら）役場を設置する。
- 1959年（昭和34年）1月1日：幌泉町として町制施行。
- 1970年（昭和45年）10月1日：えりも町と改称する。
- 1980年（昭和55年）：開基100年記念式典が行われる。

### 地名の変遷
- 1942年（昭和17年）：当時の村内の地名が以下のように再編される。
  - 近呼（ちかよっぷ） → 近浦
  - 笛舞 → 笛舞、近浦、大和
  - 幌泉 → 幌泉、大和、新浜、歌別
  - 歌別 → 歌別、新浜、東洋
  - 油駒（あぶらこま）、歌露（うたろっぷ）（統合） → 東洋
  - 小越（おごし） → 襟裳、東洋、庶野
  - 猿留（さるる） → 目黒
  - 庶野は小越の一部を編入した上で存続
- 1970年（昭和45年）：幌泉が本町、襟裳が（字）えりも岬とそれぞれ改称。

## 経済

### 産業
えりも港が主要な港で、漁業が主。コンブ、サケ、ウニなどが獲れる。

### 立地企業
- えりも食品株式会社

### 農協・漁協
- ひだか東農業協同組合（JAひだか東）えりも営農センター：信用事業なし
- えりも漁業協同組合

### 金融機関
- 日高信用金庫えりも支店
- 北海道信用農業協同組合連合会（JA北海道信連）ひだか東代理店えりも営農センター

### 郵便局
- えりも郵便局（集配局）
- 庶野郵便局（集配局）
- えりも岬郵便局
- 日高目黒郵便局

### 宅配便
- ヤマト運輸：千歳主管支店えりもセンター

### 風力発電
強い風を活かし、風力発電がおこなわれている。出力400 kWの風車が2基設置。北海道初の民間風力発電所でもある。

## 公共機関

### 警察
- 浦河警察署えりも本町駐在所、えりも岬駐在所、庶野駐在所

### 消防
- 日高東部消防組合えりも支署

### 自衛隊
岬の丘陵地帯に航空自衛隊の襟裳分屯基地が設置されている。

## 地域

### 人口
| |                                          |  |
| えりも町と全国の年齢別人口分布（2005年） | えりも町の年齢・男女別人口分布（2005年） |  |
| ■紫色 ― えりも町 ■緑色 ― 日本全国 | ■青色 ― 男性 ■赤色 ― 女性                |  |
| えりも町（に相当する地域）の人口の推移 \| 1970年（昭和45年） \| 7,725人 \| \| \| 1975年（昭和50年） \| 7,777人 \| \| \| 1980年（昭和55年） \| 7,520人 \| \| \| 1985年（昭和60年） \| 7,456人 \| \| \| 1990年（平成2年） \| 7,034人 \| \| \| 1995年（平成7年） \| 6,811人 \| \| \| 2000年（平成12年） \| 6,248人 \| \| \| 2005年（平成17年） \| 5,796人 \| \| \| 2010年（平成22年） \| 5,415人 \| \| \| 2015年（平成27年） \| 4,906人 \| \| \| 2020年（令和2年） \| 4,374人 \| \| |                                          |  |
| 総務省統計局 国勢調査より |                                          |  |
| 1970年（昭和45年） | 7,725人                                  |  |
| 1975年（昭和50年） | 7,777人                                  |  |
| 1980年（昭和55年） | 7,520人                                  |  |
| 1985年（昭和60年） | 7,456人                                  |  |
| 1990年（平成2年） | 7,034人                                  |  |
| 1995年（平成7年） | 6,811人                                  |  |
| 2000年（平成12年） | 6,248人                                  |  |
| 2005年（平成17年） | 5,796人                                  |  |
| 2010年（平成22年） | 5,415人                                  |  |
| 2015年（平成27年） | 4,906人                                  |  |
| 2020年（令和2年） | 4,374人                                  |  |

### 教育
- 高等学校
  - 北海道えりも高等学校
- 中学校
  - 町立1校（えりも）
- 小学校
  - 町立5校（えりも、えりも岬、庶野、東洋、笛舞）
- 大学の施設
  - 北海道大学理学研究科地震火山観測研究センター

## 交通

### 鉄道・バス
町内に鉄道は通っていない。最寄駅は日高本線の様似駅であったが、2021年4月1日に日高本線鵡川駅以南が廃止された。
バス路線はジェイ・アール北海道バスの日勝線が広尾駅方面と様似駅乗り継ぎ静内駅方面へ運行しており、静内駅で道南バスの鵡川駅・苫小牧駅方面に接続している。札幌方面からは高速バス「高速えりも号」が、苫小牧方面からは特急バス「特急とまも号」が運行されている。

### タクシー
- 日交ハイヤーえりも営業所

### 道路
- 高速道路
  - なし
- バイパス
  - なし
- 一般国道
  - 国道336号（黄金道路）
- 都道府県道
  - 北海道道34号襟裳公園線

#### 黄金道路
えりも町庶野から十勝総合振興局広尾町に至るまでの国道。日高山脈と太平洋に挟まれた断崖絶壁に沿って走る道路で、黄金を敷き詰めるかのごとく建設費用がかかったことから「黄金道路」と呼ばれる。黄金道路上にあるえりも黄金トンネルは延長4,941 mあり、北海道内の道路トンネルで最も長い。

## 名所・旧跡・観光スポット・祭事・催事

### 国指定文化財
- 国名勝 ピリカノカ（アイヌの聖地的な場所）襟裳岬（オンネエンルム）
- 国史跡 猿留山道（さるるさんどう）：平成29年11月答申、指定は平成30年3月頃。「えりもの地域資源の掘りおこしと活用 ～猿留山道を中心に～」で2011年手づくり郷土賞受賞[5]

### えりも町指定文化財
- 蝦夷一覧 - えりも町水産の館蔵
- 住吉神社境内江戸時代建立の石碑群
- 襟裳神社境内江戸時代建立の石碑群
- 不動明王 - 法光寺
- 一石一字塔
- 當世武大明神
- 目黒神社境内江戸時代建立の石碑群
- 猿留山道と蝦夷時代建立石碑2体

### 観光

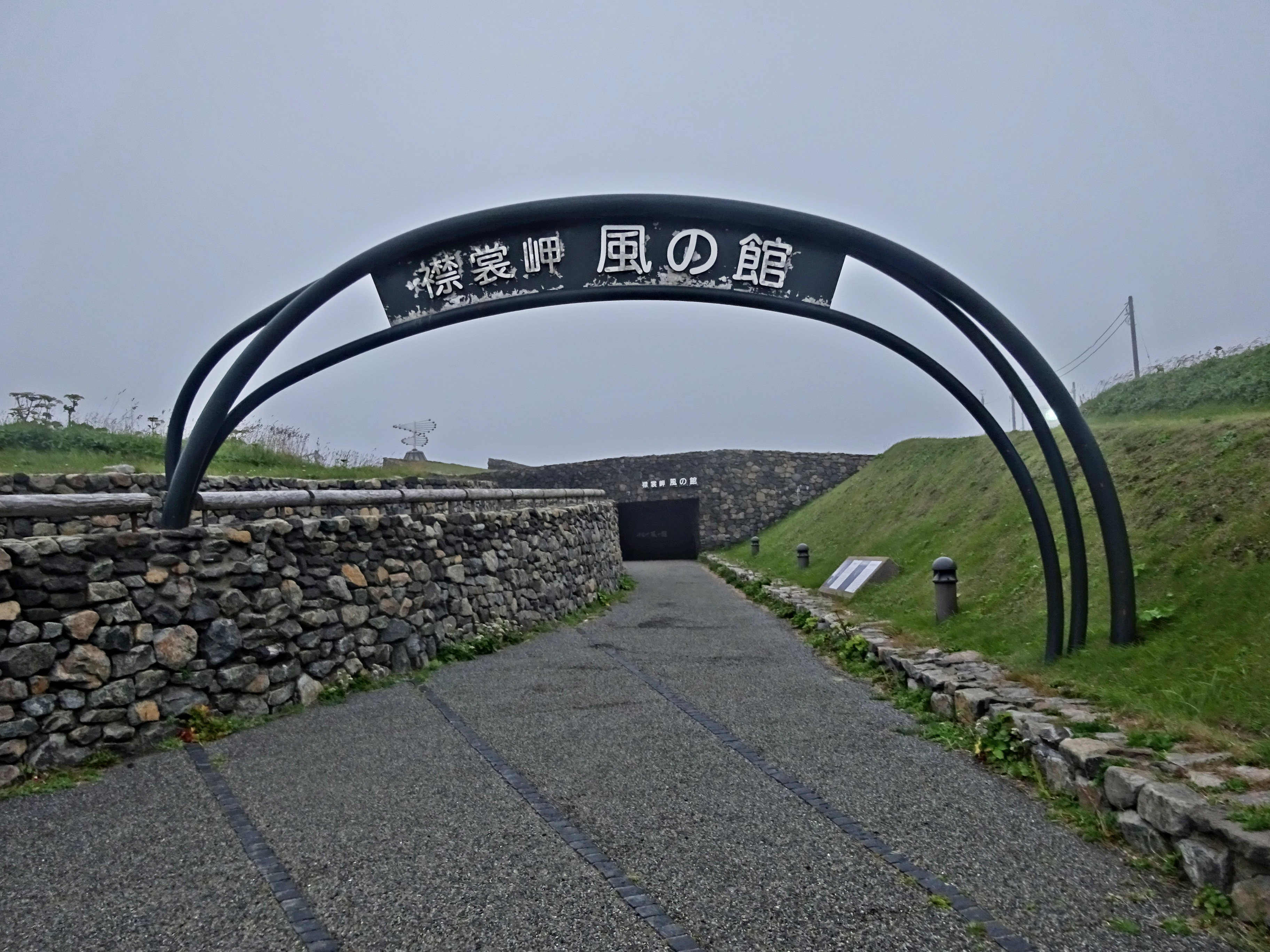
襟裳岬「風の館」入口

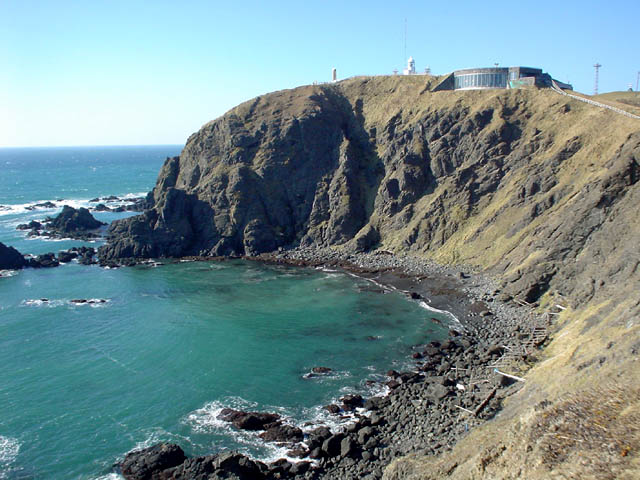
風の館（2004年11月21日）

- 襟裳岬
  - 襟裳岬灯台
  - 襟裳岬「風の館」
- 豊似湖（ハート型の湖）
- しゃくなげ公園
- 望洋台
- 黄金道路（国道336号）
- 百人浜オートキャンプ場
- 悲恋沼

### 祭り
- えりもうに祭り 4月下旬
- えりも海と山の幸フェスティバル 10月第一日曜日
- えりもの灯台まつり 8月14日 - 16日

## 出身有名人
- 加藤あづみ - ゴルファー
- 手塚紗掬 - 雀士

## ゆかりのある人物
- 鈴木陽子 - 元えりも町国民健康保険診療所 所長

## えりも町が舞台の作品
- 襟裳岬（島倉千代子）- 遠藤実作曲
- 襟裳岬（森進一）- 吉田拓郎作曲
- 赤い死線 - 山口百恵演じる主人公が襟裳出身の設定